# The Wanderer (romanzo)
The Wanderer è il quarto romanzo della scrittrice inglese Frances Fanny Burney, pubblicato nel 1814.
Questo romanzo sentimentale è una descrizione satirica della società in cui è ambientato, ed è un precursore importante dei lavori di Jane Austen e Maria Edgeworth, i cui romanzi esplorano argomenti simili.

## Trama
The Wanderer si apre con un gruppo di persone in fuga dal Terrore. Tra loro c'è la protagonista, che rifiuta di identificarsi. Nessuno può collocarla socialmente, anche la sua nazionalità e razza sono in dubbio. Chiede aiuto a il gruppo, ma poiché non conosce nessuno, le viene rifiutata. La protagonista, poi identificata come Juliet Granville, cerca di diventare autosufficiente, ma la sua storia rivela le “difficoltà” di una donna nella sua situazione senza amici. Le donne la sfruttano economicamente e gli uomini la importunano. Miss Arbe, ad esempio, prende il controllo della vita di Juliet e del suo denaro, sebbene in modo inesperto, e tenta di organizzare un comitato femminile. Elinor Joddrel è l'antagonista della storia. Controlla il proprio destino, soprattutto perché è un'ereditiera sposata, ed esprime punti di vista femministi sull'oppressione economica e sessuale delle donne.
Elinor si innamora perdutamente di Harleigh, il fratello del suo fidanzato, e corteggiatore di Juliet. Harleigh non è sicuro se dovrebbe fare la proposta di matrimonio a Juliet, poiché non sa nulla della sua famiglia, e lei guadagna soldi dando lezioni di musica e istruzioni sull'arpa alle giovani donne. Dopo che Harleigh la rifiuta, Elinor abbandona del tutto il decoro, si traveste da uomo e spaventa Juliet con le sue minacce di suicidio. È Harleigh che scopre la vera identità di Juliet: è la figlia di un matrimonio clandestino del conte di Granville. È cresciuta in Francia e costretta a sposare un rivoluzionario per salvare il suo tutore dalla ghigliottina. Juliet fuggì dal matrimonio, ma suo marito la inseguì, credendo che avrebbe ereditato la fortuna di Granville. La famiglia Granville sa della sua difficile situazione, ma si rifiuta di aiutarla. Harleigh abbandona Juliet dopo aver scoperto che è sposata. Alla fine viene salvata da un amico.Il marito di Juliet viene deportato e giustiziato come spia; il suo tutore viene in Inghilterra, garantendo così la sua rispettabilità e la sua eredità. Harleigh ritorna e fa la sua proposta di matrimonio. Infine, Elinor prende le distanze dalle sue intenzioni suicide: il romanzo si conclude con il matrimonio di Juliet con Harleigh, ma esso non rappresenta un totale lieto fine, poiché lei è diventata una merce.